# Gonodonta aeratilinea
Gonodonta aeratilinea är en fjärilsart som beskrevs av Todd 1872. Gonodonta aeratilinea ingår i släktet Gonodonta och familjen nattflyn. Inga underarter finns listade i Catalogue of Life.